# Lukas Toya
Lukasio Jorian Toyafalcor bedst kendt som Lukas Toya (født 18. juli 1993) er en dansk film- og teaterskuespiller, kendt fra rollerne som Peter i Far til fire - på toppen', og Far til fire i solen.
Toya er søn af skuespilleren og instruktøren Troells Toya og bror til dubberen og musicalperformeren Tara Toya.
Toya har også spillet mindre roller i forskellige spillefilm TV-serier og kortfilm, bl.a. Broen, De vilde svaner, Flokken mm.